# Берегвати
Конфедерація берегватів (араб. بورغواطة) — берберська держава в Північній Африці, яка існувала у 744—1060 роках.

## Історія
На думку дослідника Жерома Каркопіно назва берегвати походить від римської назви барквати. Це плем'я вже існувало за часів Римської імперії, було її конфедератом, розташовувалося біля міста Волюбіліс.
У 690-х роках остаточно були підкорені Арабським халіфатом. Починається процес ісламізації. Проте невдовзі бергевати надали прихисток представникам релігійної течії суфритів. 739 або 740 року бергевати приєдналися до берберського повстання проти халіфату. Втім після поразки основних сил повсталих у 741 році союз берберів розпався, основною причиною став конфлікт між племенами бергевата і зената.
743 році основні сили бергевата рушили до Атлантичного океану, де в області Темасма 744 року на чолі з Таріфом ат-Матгарі заснували власну продержаву у вигляді конфедерації. Його наступники протягом VIII—IX ст. суттєво зміцнили берберський союз, перетворивши його на своєрідну державу. В цей час удалося відбити два великих вторгнення військ Омеядського халіфату.
Наприкінці X ст. встановлюються союзні відносини з Кордовським халіфатом, спрямованим проти Фатімідів. З XI ст. починається запекла війна з державою Іфранідів, яку заснувало плем'я зената зі столицею в Шеллі.
У середині 1050-х років почалися запеклі війни з Альморавідами. Водночас 1055 року вдалося завдати поразки Малазькій тайфі, захопивши важливі порти Танжер і Сеути. На той час було подолано спроти Іфранідів з Шелли. 1058 року в битві біля Куріфалату завдано поразки Альморавідам. Але вже 1060 року бергевати зазнали поразки. Їхню державу було приєднано до володінь Альморавідів.

## Територія
Охоплювала територію сучасного Західного Марокко, основу становила історична область Темасма уздовж узбережжя Атлантичного океану (між сучасними міста Сафі і Сале).

## Устрій
Являла собою протодержаву, фактично була племінною конфедерацією берберів, основу яких становило плем'я берегватів з групи масмуда. Загалом складалсоя з 29 племен.
Влада правителя була спадковою, але обмежувалася радою племен та аристократією.

### Володарі
- Таріф ат-Маграті (744)
- Саліх ібн Таріф (744—?)
- Іл'яс ібн Саліх (792—842)
- Юнус ібн Іл'яс (842—888)
- Абу'л-Гуфайл Мухаммед (888—917)
- Абу'л-Ансар Абдаллах (917—961)
- Абу Мансур Іса (961—?)

## Релігія
Більшість племен (17) сповідувала хариджизм, 12 племен — поєднання ісламу з традиційними доісламськими віруваннями берберів. Саліх ібн Таріф створив власний Коран з 80 сур, де поєднувалися ідеї суннізму, шиїзму, хариджизму та берберського поганства.